# شهرستان جینگده
شهرستان جینگده (به لاتین: Jingde County) یک منطقهٔ مسکونی در چین است که در شوانچنگ واقع شده‌است.